# Dumitru Diaconescu (primar)
Dumitru Diaconescu (n. 1908 - d. 1981) a fost un comunist român, ministru al industriei alimentare în perioada 2 iunie 1952 - 28 ianuarie 1953 în guvernul Gheorghe Gheorghiu-Dej (1) și primar al Bucureștiului în perioada martie 1958 - aprilie 1962.

## Distincții
- Medalia „A cincea aniversare a Republicii Populare Române” (24 decembrie 1952) „pentru lupta și munca duse în vederea făuririi, consolidării și prosperării Republicii Populare Române”[3]
- Ordinul „23 August” clasa a IV-a (12 august 1959) „pentru merite deosebite în opera de construire a socialismului”[4]
- Medalia „40 de ani de la înființarea Partidului Comunist din Romînia” (6 mai 1961) „pentru merite în activitatea de partid și întărirea regimului democrat-popular”[5]